# Кулиш, Михаил Анатольевич
Михаи́л Анато́льевич Кули́ш (род. 12 марта 1964) — советский и украинский легкоатлет, специалист по толканию ядра. Выступал в 1980-х и 1990-х годах, обладатель серебряной медали чемпионата Европы среди юниоров, победитель турниров международного, всесоюзного и республиканского значения, участник Всемирной Универсиады в Дуйсбурге. Представлял Кременчуг и Киев, спортивные общества «Авангард» и Профсоюзы.

## Биография
Михаил Кулиш родился 12 марта 1964 года. Занимался лёгкой атлетикой в городе Кременчуг Полтавской области и Киеве, выступал за Украинскую ССР, добровольное спортивное общество «Авангард» и Всесоюзное физкультурно-спортивное общество профсоюзов.
Первого серьёзного успеха на международном уровне добился в сезоне 1983 года, когда вошёл в состав советской сборной и выступил на юниорском европейском первенстве в Швехате, где в зачёте толкания ядра завоевал серебряную награду, уступив лишь своему соотечественнику Олегу Золотухину.
В 1985 году в той же дисциплине стал серебряным призёром на соревнованиях в Донецке.
В 1986 году выиграл бронзовые медали на всесоюзном турнире в Краснодаре и на IX летней Спартакиаде народов СССР в Ташкенте.
В 1987 году взял бронзу на всесоюзных соревнованиях в Челябинске.
В 1988 году был лучшим на турнирах в Харькове и Киеве (в Харькове установил свой личный рекорд на открытом стадионе — 20,89 метра), занял седьмое место на чемпионате СССР в Таллине.
В 1989 году с личным рекордом в помещении 19,69 одержал победу на международном турнире в Софии, стал вторым на международном турнире в Хельсинки. Будучи студентом, представлял Советский Союз на Всемирной Универсиаде в Дуйсбурге — толкнул ядро на 18,23	метра, расположившись в итоговом протоколе на девятой строке.
В 1990 году превзошёл всех соперников на всесоюзных соревнованиях в Сочи, на Мемориале братьев Знаменских в Москве и на международном турнире в Братиславе, тогда как на чемпионате СССР в Киеве стал бронзовым призёром.
В 1991 году выиграл серебряную медаль на соревнованиях в Киеве.
В 2000 году отметился выступлением на чемпионате Украины в Киеве, где показал в толкании ядра четвёртый результат.